# Micromonospora heviziensis
A Micromonospora heviziensis (Actinomycetales) a Hévízi-tóban endemikus baktérium. A világon csak a Hévízi-tóban ismert baktérium. Erős protein- és cellulózlebontó képességgel rendelkezik. Leírása 1982-ben történt meg Fernandez, C. és Szabó, Zs. által.